# Piperidin
Piperidin (azinan) je organska spojina z molekulsko formulo (CH2)5NH. Ta heterociklični amin je sestavljen iz šestčlenskega obroča s petimi metilenskimi enotami ter enim atomom dušika. Je brezbarvna hlapljiva tekočina, njegov vonj je podoben mešanici med vonjem amonijaka ter popra. Ime je izpeljanka iz latinskega poimenovanja rodu Piper, kar v prevodu pomeni poper. Piperidin se pogosto uporablja v farmaciji kot gradbeni blok in kemični reagent v sintezi organskih spojin.

## Proizvodnja
V industriji se piperidin proizvaja s hidriranjem pirena, po navadi z molibdenovim disulfidom kot katalizatorjem:
C5H5N + 3 H2 → C5H10NH
Piperidin lahko prav tako pridobimo iz pirena z natrijem v etanolu.

## Piperidin in derivati v naravi
Piperidin kot sam se proizvaja iz črnega popra, iz Psilocaulon absimile N.E.Br (Aizoaceae), in Petrosimonia monandra.
Piperidinov strukturni motiv je prikazan v številnih naravnih alkaloidih: piperin, ki daje črnemu popru začinjen okus, strup solenopsin, ki ga izločajo nekatere vrste mravelj, anabasine nikotinova imitacija iz divjega tobaka (Nicotiana glauca), lobelin iz indijskega tobaka, koniin – strupeni alkaloid iz rastline strupene trobelike, s katerim so zastrupili Sokrata.

## Struktura
Piperidin ima strukturo stola, podobno cikloheksanu. Vendar pa ima piperidin, za razliko od cikloheksana, dve različni strukturi stola: eno z vezjo N–H v aksialni legi, in drugo v ekvatorialni legi. 
|                           |                        |
| osna (aksialna) struktura | ekvatorialna struktura |

## Reakcije
Piperidin je zelo uporabljan sekundarni amin. Zelo pogosto se uporablja za pretvarjanje ketonov v enamine. Tako pridobljeni enamini se lahko uporabljajo v Storkovi alkilaciji enaminov.
Iz piperidina lahko pridobimo kloramin C5H10NCl s kalcijevim hipokloritom. Tako pridobljen kloramin je podvržen dehidrohalogenaciji za pridobitev cikličnega imina.

## Kemijski premiki v NMR-spektru
13C NMR = (CDCl3, ppm) 47'5, 27'2, 25'2

1H NMR = (CDCl3, ppm) 2'79, 2'19, 1'51

## Uporaba
Piperidin se uporablja kot topilo in kot baza. Enako velja za nekatere derivate: N-formilpiperidine je polarno aprotično topilo z boljšo topnostjo ogljikovodikov kot ostala amidna topila, in 2,2,6,6-tetrametilpiperidin baza z veliko sferičnih ovir, uporabna zaradi nizke nukleofilnosti in visoke topnosti v organskih topilih.
Zelo pomembna industrijska uporaba piperidina je za proizvodnjo snovi dipiperidinil ditiuram tetrasulfid, ki se uporablja kot pospeševalnik vulkanizacije gum.

## Seznam piperidinovih zdravil
Piperidin in njegovi derivati so se zelo pogosto uporabljajo v sintezi farmacevtskih izdelkov in finih kemikalij. Piperidin se pojavlja v naslednjih farmacevtskih izdelkih:
- SSRI (selektivni zaviralci ponovnega privzema serotonina)
  - paroksetin
- Analeptiki
  - metilfenidat
- SERM (selektivni modulatorji estrogenih receptorjev)
  - raloksifem
- Vazodilatatorji
  - minoksidil
- Nevroleptiki
  - risperidon
  - tioridazin
  - haloperidol
  - droperidol
  - mesoridazine
- Opioidi
  - meperidin
  - loperamid

in v mnogih ostalih.
Piperidin je na seznamu Konvencije Združenih narodov zoper nezakonit promet mamil in psihotropnih snovi in njegovo pridobivanje je prepovedano, razen za to registrirana podjetja, in sicer zaradi uporabe pri ilegalni proizvodnji FCP-ja (fenciklidinpiperidin – bolj poznan kot angelski prah).